# كريمسون بولاريس
كريمسون بولاريس (بالإنجليزية: Crimson Polaris)‏ هي سفينة شحن بضائع انقسمت إلى قسمين في أغسطس 2021.

## تاريخ
كريمسون بولاريس هي سفينة شحن بدأت العمل في عام 2008، وفي 11 أغسطس 2021، عندما كانت مستأجرة لشركة نيبون يوشن كايشا ، كانت السفينة قادمة من تايلاند محملة برقائق خشبية وبالقرب من هاشينوهي باليابان تسبب سوء الأحوال الجوية في اصطدامها بالأرض فانشطرت مباشرة وتركت خلفها بقعة زيت مساحتها 5.1 كيلومتر، جميع طاقمها المكون من 21 شخص لم يصب بأذى.